# Balanul Nou, Rîșcani
Balanul Nou este un sat din cadrul orașului Rîșcani din Raionul Rîșcani, Republica Moldova. Primii oameni s-au stabilit pe locul actualului sat aproximativ în 3500 î.Hr. Casele erau construite din lemn și unse cu lut. Pe locul vetrei au fost descoperite fragmente de lut ars, vase de argilă din eneolitic (mileniile IV-III î.Hr.). După cucerirea Daciei de către romani o fost întemeiată o altă localitate care a existat până la invazia hunilor în 376 e.n.

## Demografie

### Structura etnică
Structura etnică a satului conform recensământului populației din 2004:
| Grup etnic         | Populație | % Procentaj |
| ------------------ | --------- | ----------- |
| Ucraineni          | 365       | 86,49%      |
| Moldoveni / Români | 56        | 13,27%      |
| Găgăuzi            | 1         | 0,24%       |
| Total              | 422       | 100%        |